# ニール・ドナルド・ウォルシュ

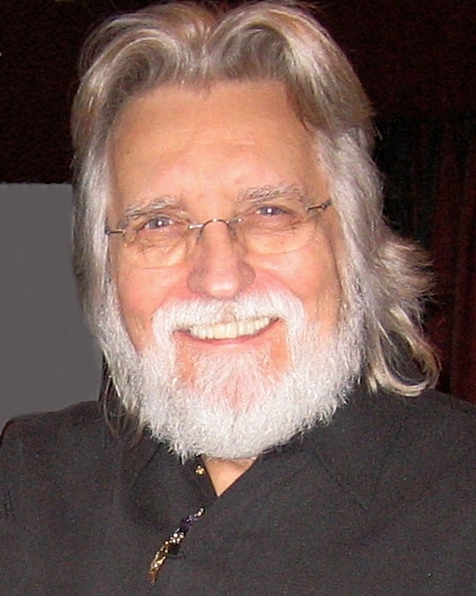
ニール・ドナルド・ウォルシュ

ニール・ドナルド・ウォルシュ（Neale Donald Walsch、1943年9月10日 - ）は、アメリカ合衆国の著作家、ラジオDJ、企業家、精神教師、俳優、脚本家。『神との対話』シリーズの著者である。

## 来歴・人物
ウィスコンシン州ミルウォーキー生まれ。ローマ・カトリックの家庭で、その教えのもとで育つ。20歳の頃にはカトリックの原罪の観念に納得できないものを感じて神に背を向けるようになり、30代後半にはエリザベス・キューブラー＝ロスのスタッフをし、彼女の「無条件の愛である神、決して批判せず、ありのままを受け入れる神」という考えに大きな影響を受ける。
チャネリングのように神からインスピレーションを受けて書いたという、対話形式の書籍『神との対話』（1995年）がベストセラーとなり、37ヵ国で翻訳され、以後シリーズ化されている。
『神との対話』のメッセージを広めるために、スピリチュアリティの学校、スピリチュアリティ覚醒のためのNPO、自己開発のためリトリートを開催する会を設立。ロンダ・バーンによる引き寄せの法則の映画「ザ・シークレット」、インディゴ・チルドレンを描いた映画「インディゴ」、イルチブレインヨガを主催する韓国の癒しビジネス会社ダンワールドの創始者李承憲による引き寄せの法則の映画「CHANGE ライフパーティクルの力」に出演。自伝映画「神との対話」を制作。脚本「ワン・ボディー」を執筆し、劇団を率いてアメリカ各地で上演している。2009年時点で、オレゴン州アッシュランドの森に暮らす。

## 主な日本語訳著書
サンマーク出版
- 神との対話 [1] 宇宙をみつける自分をみつける (BOOK1)（1997年）
- 神との対話 [2] 宇宙を生きる自分を生きる (BOOK2)（1998年）
- 神との対話 [3] 宇宙になる自分になる (BOOK3)（1999年）
- 神との対話 365日の言葉 （2000年）
- 神との友情 上・下 （2000年）
- 神との対話 普及版 1-7 （2001年）
- 神とひとつになること （2001年）
- 神との対話 フォトブック―ちいさな魂と太陽 （2001年）
- 新しき啓示 （2003年）
- 明日の神 （2006年）
- 神へ帰る （2007年）
- 神が望むこと （2008年）
- 神よりしあわせ （2009年）
- 変えれば、変わる （2009年）
- 神との対話 ガイドブック（2010年）
- 神との対話 25のコア・メッセージ（2015年）
- 新装版 神との対話 1~3 (サンマーク文庫)（2018年）

- 神との対話 完結編 (BOOK4)（2018年）

PHP研究所
- 10代のための神との対話（2009年）

コスモスライブラリー
- 平和への勇気―家庭から始まる平和建設への道 （2002年） ルイーズ・ダイヤモンドとの共著

アルファポリス
- 人類との対話〈1〉静けさの前の嵐（2013年）
- 人類との対話〈2〉たったひとつの大切なこと（2014年）

SBクリエイティブ
- 愛するということ (19歳から始める最高のライフレッスン 1) （2008年）

- 豊かさとライフワーク (19歳から始める最高のライフレッスン 2) （2008年）
- ありのままの自分を生きる (19歳から始める最高のライフレッスン 3)（2008年）